# Friedrich von Raumer

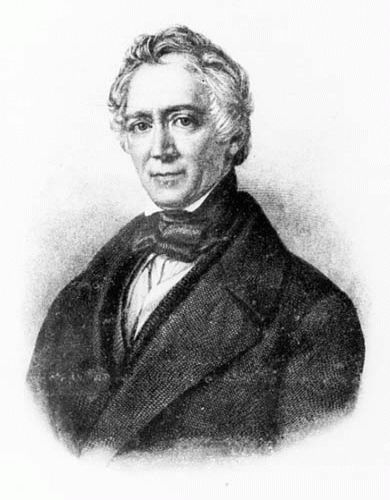
Friedrich von Raumer

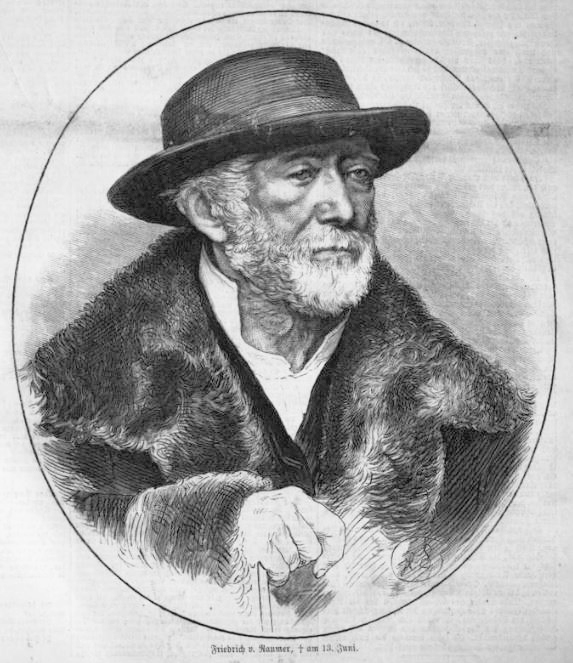
Friedrich von Raumer

Friedrich Ludwig Georg von Raumer (* 14. Mai 1781 in Wörlitz; † 13. Juni 1873 in Berlin) war ein deutscher Verwaltungsjurist, Historiker und Politiker.

## Leben
Raumer wurde im Haus Amtsgasse 38 in Wörlitz geboren. Er war Sohn des Kammerdirektors und Domänenpächters Georg Friedrich von Raumer (1755–1822) und seiner Frau Charlotte geb. de Marées aus Raguhn (1761–1811) sowie Bruder des Geologen und Geographen Karl Georg von Raumer. Er besuchte das Joachimsthalsche Gymnasium in Berlin. Nach dem Abitur studierte er ab 1798 Rechts-, Kameral- und Staatswissenschaften sowie Geschichte an der Georg-August-Universität Göttingen und der Friedrichs-Universität Halle.

### Innere Verwaltung
Nachdem er 1801 das Studium abgeschlossen hatte, war er Referendar und Regierungsassessor (1804) bei der kurmärkischen Kammer. Von August 1806 bis Mai 1809 war er Leiter eines Departements der Domänenkammer zu Königs Wusterhausen. 1809 wechselte er als Regierungsrat nach Potsdam. Schließlich wurde Raumer im Jahre 1810 auf Veranlassung des Staatsministers Karl vom Stein zum Altenstein in das Preußische Finanzministerium berufen, aber wenige Monate später in das Kabinett des Staatskanzlers Karl August von Hardenberg versetzt, den er auf mehreren Auslandsreisen begleitete. Durch seine liberal-reformorientierte Haltung geriet Raumer immer wieder in Konflikt mit den Obrigkeiten. Er entschloss sich daher, einen anderen Lebensweg einzuschlagen.

### Breslau
Nachdem er 1811 an der Ruprecht-Karls-Universität Heidelberg zum Dr. phil. promoviert worden war, wurde er von der neuen Schlesischen Friedrich-Wilhelms-Universität Breslau auf den Lehrstuhl für Staatswissenschaften und Geschichte berufen. 1818/19 war er ihr Rektor. Zwischenzeitlich unternahm er in den Jahren 1815 bis 1817 mehrere Studienreisen durch Deutschland, in die Schweiz und nach Italien.

### Berlin
Im Jahr 1819 folgte er dem Ruf der Friedrich-Wilhelms-Universität Berlin. Für die Amtsjahre 1822/23 und 1842/43 wurde er zum Rektor gewählt. Viermal war er Dekan der Philosophischen Fakultät. In diese Zeit fallen ebenfalls noch einige größere Studienreisen, wie beispielsweise die nach Frankreich (1830), England (1835), Italien (1839) und die USA (1844), deren Resultate er in besonderen Werken niederlegte. Ebenso war er eine Zeitlang Mitglied im preußischen Oberzensurkollegium, eine Aufgabe, die er jedoch im Jahr 1831 beendete. Raumer lehrte in Berlin bis zu seiner Emeritierung im Jahre 1859, hielt aber anschließend noch bis kurz vor seinem Tod Vorlesungen.
Trotz seiner Lehrtätigkeit politisch und gesellschaftlich ambitioniert, machte Raumer immer wieder mit provokanten Reden oder Aufsätzen auf sich aufmerksam. So durfte beispielsweise eine von ihm gehaltene Rede zum 25-jährigen Regierungsjubiläum Friedrich Wilhelms III. im Jahre 1822, in der er sich für eine konstitutionelle Monarchie einsetzte, nicht gedruckt werden. Ebenso belegte man ihn 1828 mit einer Geldstrafe für seine Kritik an der preußischen Ständeordnung und versagte ihm 1832 auf Grund seines Aufsatzes „Polens Untergang“ ein erneutes Rektorat. Als er in einer Rede das Toleranzedikt Friedrichs des Großen zum Anlass einer Kritik am anwesenden König Friedrich Wilhelm IV. nahm, erregte dies heftiges Ärgernis, worauf Raumer aus der Preußischen Akademie der Wissenschaften austrat, der er seit 1827 als ständiger Sekretär der historisch-philosophischen Klasse angehört hatte.
Darüber hinaus engagierte sich Raumer seit 1823 in der renommierten Gesetzlosen Gesellschaft zu Berlin und war überdies von 1801 bis zu seinem Tode als Förderer eng mit der Sing-Akademie zu Berlin verbunden. Auch die Einrichtung öffentlicher Bibliotheken geht auf Impulse Raumers zurück.

### Politik
In den Jahren 1847/48 gehörte Raumer der Berliner Stadtverordnetenversammlung an. Als Mitglied der Frankfurter Nationalversammlung war er 1848 Gesandter der Provisorischen Zentralgewalt in Frankreich sowie 1849 Mitglied des Gothaer Nachparlaments. Anschließend wurde er noch für einige Jahre in das Preußische Herrenhaus berufen.

## Ehrungen
- Mitglied der Bayerischen Akademie der Wissenschaften (1830),
- Mitglied der Königlich Schwedischen Akademie der Wissenschaften
- Mitglied der Akademie der Wissenschaften in Turin
- Mitglied der Akademie der Wissenschaften in Glasgow
- Ehrenmitglied der Royal Society
- Ehrenmitglied vom Gelehrtenausschuss des Germanischen Nationalmuseums (1857)
- Bayerischer Maximiliansorden für Wissenschaft und Kunst (1853)[6]
- Pour le Mérite für Wissenschaft und Künste (1863)

## Familie

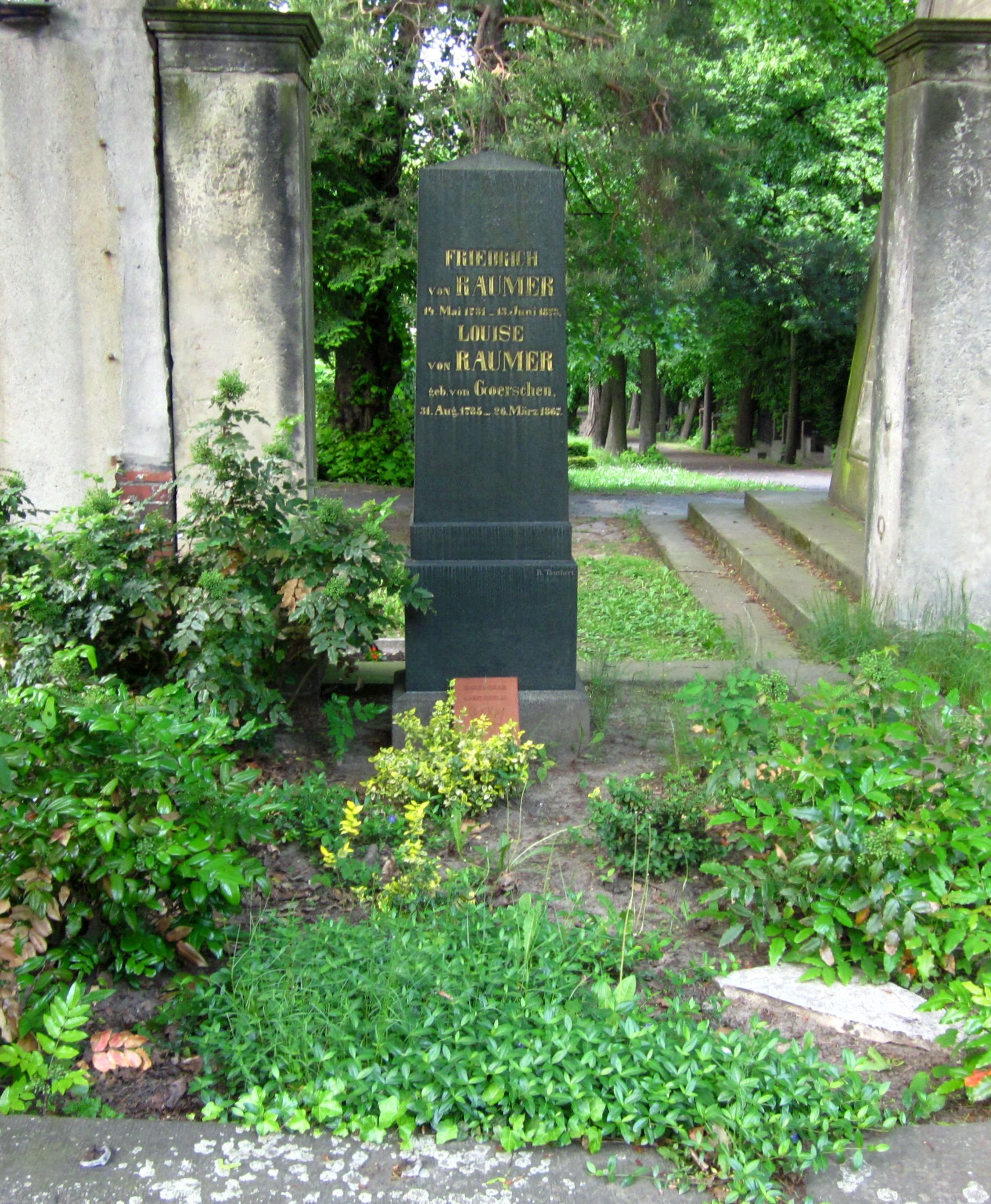
Grab von Friedrich und Louise von Raumer

Friedrich von Raumer, Angehöriger der Adelsfamilie von Raumer, war verheiratet mit Louise geb. von Görschen (1785–1867), Tochter des anhaltischen Amtsherrn und Oberforstmeisters Otto Heinrich von Görschen aus der auf Auligk ansässigen sächsischen Linie der Familie von Görschen und der Sophie Louise Ackermann. Mit seiner Frau hatte er zwei Kinder, den späteren Geheimen Regierungsrat Hermann von Raumer (1812–1891), verheiratet mit Hertha von Zerboni di Sposetti, sowie die Tochter Agnes von Raumer (1814–1897).
Friedrich von Raumer ist ein Vetter von Ernst Ludwig von Gerlach und seinen Brüdern. Ihm ist ein Ehrengrab der Stadt Berlin auf dem Dreifaltigkeitskirchhof II in Berlin-Kreuzberg gewidmet. Die Grabstätte befindet sich im Feld H1, G2.

## Werke
- Sechs Dialoge über Krieg und Handel (1806).
- Vorlesungen über die alte Geschichte (Leipzig 1821, 2 Bände).
- Über die geschichtliche Entwickelung der Begriffe von Recht, Staat und Politik (Leipzig 1826).
- Geschichte der Hohenstaufen und ihrer Zeit (Leipzig 1823–25, 6 Bände).
  - Band 1 3. Auflage 1856
  - Band 2 1823
  - Band 3 1824
  - Band 4 1841
  - Band 5  1872
- Über die preußische Städteordnung (Leipzig 1828).
- Historisches Taschenbuch (Hrsg. 1.1830 – 4.F. 10.1869, Leipzig).
- Briefe aus Paris zur Erläuterung der Geschichte des 16. und 17. Jahrhunderts (Leipzig 1831, 2 Bände).
- Geschichte Europas seit dem Ende des 15. Jahrhunderts (Leipzig 1832–50, 8 Bände).
- England im Jahre 1835 (1836).
  - Erster Theil: F. A. Brockhaus, Leipzig, 1836.
  - Zweiter Theil: F. A. Brockhaus, Leipzig, 1836.
- Beiträge zur neuern Geschichte aus dem Britischen Museum und Reichsarchiv (Leipzig 1836–39, 5 Bände).
- Die Vereinigten Staaten von Nordamerika (1845).
  - Erster Theil: F. A. Brockhaus, Leipzig, 1845.
  - Zweiter Theil: F. A. Brockhaus, Leipzig, 1845.
- Diderot und seine Werke. Dümmler (Berlin 1845).
- Einleitung zur öffentlichen Sitzung der Academie der Wissenschaften. (Berlin 1845) Digitalisat
- Briefe aus Frankfurt und Paris 1848–1849 (Leipzig 1849, 2 Bände).
- Historisch-politische Briefe über die geselligen Verhältnisse der Menschen (Leipzig 1860).
- Lebenserinnerungen und Briefwechsel (Leipzig 1861, 2 Bände).
  - Band 1 (Digitalisat).
  - Band 2 (Digitalisat).
- Handbuch zur Geschichte der Litteratur (Leipzig 1864 bis 1866, 4 Bände).
- Litterarischer Nachlaß (Berlin 1869, 2 Bände).
- Marie, Spreu und Friedrich II. im Berliner Vormärz. Leipzig / Berlin 2011, ISBN 978-3-923211-92-0 (Auswahlband); autonomie-und-chaos.de (PDF; 2,3 MB).